# Демиденко, Владимир Григорьевич
Владимир Григорьевич Демиденко — советский хозяйственный, государственный и политический деятель, Герой Социалистического Труда.

## Биография
Родился в 1913 году в деревне Королевка. Член КПСС с 1942 года. Выпускник Новосибирского сельскохозяйственного института.
С 1929 года — на хозяйственной, общественной и политической работе. В 1929—1982 гг. — рядовой колхозник, бригадир, председатель сельпо села Константиновка, заведующий хозяйством в горкомхозе, заведующий хозяйством в гортопе Татарска, участник Великой Отечественной войны, начальник конторы по благоустройству в Татарске, председатель колхоза имени Карла Маркса в деревне Минино Татарского района, управляющий фермой № 8 Северо-Татарского совхоза, председатель колхоза имени Кирова, потом имени Ворошилова, председатель колхоза «Сибирь» Татарского района Новосибирской области.
Указом Президиума Верховного Совета СССР от 19 апреля 1967 года присвоено звание Героя Социалистического Труда с вручением ордена Ленина и золотой медали «Серп и Молот».
Умер в Новосибирске в 1992 году. Похоронен на Заельцовском кладбище (квартал 16н).